# 觸控使用者介面
觸控使用者介面（英語：touch user interface，簡稱：TUI）是一種基於觸感（觸-壓覺）的電腦點選技術，以觸覺來刺激並啟用電腦的功能。觸控使用者介面可以讓用戶（尤其是視力受損者）在使用盲文的基礎上更以觸覺和電腦進行互動。